# 兴华街道 (七台河市)
兴华街道是中华人民共和国黑龙江省七台河市新兴区下辖的一个街道办事处。

## 行政区划
兴华街道下辖以下村级行政区划单位：
新城社区、新立社区。